# 773 Irmintraud
773 Irmintraud este un asteroid din centura principală, descoperit pe 22 decembrie 1913, de Franz Kaiser.